# Пугачов Сергій Вікторович
Сергій Вікторович Пугачов (нар. 4 лютого 1963, Кострома) — колишній російський банкір, власник Міжпромбанку, підприємець, міжнародний інвестор, державний діяч. З 2014 року перебуває в міжнародному розшуку і переховується у Франції, натуралізованим громадянином якої є, відмовившись від громадянства Росії в 2012 році.

## Біографія
Відсутня публічна достовірна інформація, що стосується ранніх етапів біографії Пугачова; відомості про отриману вищу освіту різняться.
Згідно з неодноразово опублікованими в пресі документами Василеостровського районного суду Ленінграда, з 1984 року Пугачова розшукувала міліція за шахрайство. 26 травня 1986 року його засудили до трьох років позбавлення волі умовно з конфіскацією майна і обов'язковим залученням до праці за шахрайство; покарання відбував на будівництвах Ярославської області. Сам Пугачов інформацію про будівництва в Ярославській області заперечує (в інтерв'ю Гордону).
Продемонстровані журналістам документи ставлять під сумнів справжність його трьох дипломів про вищу освіту, його офіційну біографію, а також трудову книжку. Так, в 1983—1991 роках жодного дня не працював в Червоногвардійському відділенні Будбанку СРСР, як написано в його трудовій книжці.
У 1991 році Пугачов заснував «Північний торговий банк», який став одним з перших кооперативних банків у СРСР.
Згідно з інформацією, представленою на особистому сайті, 1991—1994 рр. Пугачов проживав у США (у Росії бував наїздами для контролю бізнесу), з 1994 року проживає у Франції. Свої найбільші бізнес-проєкти вів у Франції, Люксембурзі, США, Росії, Великій Британії. У 1992 році організував «Міжнародний промисловий банк».
У 1990-ті роки Пугачов був представником вузького кола Бориса Єльцина, одним із керівників його передвиборчого штабу в 1996 році. За мотивами подій виборів 1996 у 2003 році американський режисер Роджер Споттісвуд зняв фільм «Проєкт Єльцин», Spinning Boris, USA, у якому знялися такі відомі актори, як Джефф Голдблюм, Ентоні ЛаПалья, Лев Шрайбер, Шон Макдональд, прообразом головного героя став Сергій Пугачов, його роль зіграв у фільмі Григорій Гладій.
Згідно з його словами, жив у Франції з 1990-х років .
Наприкінці 1990-х придбав Єнісейську промислову компанію, яка мала ліцензію на геологорозвідку в районі Улуг-Хемського району в Республіці Тива (Південного Сибіру). У процесі розвідки й експериментального видобутку спільно з провідними світовими видобувними компаніями відкрили найбільше у світі родовище коксівного вугілля. У 2000 році ЕПК отримала ліцензію на розвідку і видобуток вугілля на Елегестському родовищі. У той же час Сергій Пугачов інвестував у створення суднобудівного комплексу на базі Балтійського заводу і Північної верфі та 60-ти підприємств машинобудування, який став найбільшим у Європі.
На початку 2000-х консолідував свої активи під управлінням «Об'єднаної Промислової Корпорації» (з незалежної оцінки на 2008—2010 рік) загальною вартістю понад 12 млрд дол. США.
20 червня 2002 року газета «Ведомости» писала: "Володимир Путін вчора підхопив урядову ідею про амністію вивезеного капіталу і закликав підприємців повертати гроші в країну. Цікаво, що першим представником бізнесу, з яким Путін вчора почав докладно обговорювати цю ідею, став колишній президент Межпромбанка, сенатор Сергій Пугачов ". Зустріч Володимира Путіна з Сергієм Пугачовим відбулася через день після появи у французькій Le Monde публікації про початок в Монако і Франції попередньому розслідуванні, що стосується фінансових операцій Пугачова . У 2015 році сам Пугачов так описав інцидент: «У 2003 році, коли я інвестував у багато проектів на Заході, в тому числі і в Америці, Путін несподівано запросив мене і під камери попросив розробити закон про повернення та амністію російських капіталів. Це було щось геть маячне і безсумнівно було послання в мою сторону.»
У червні 2004 року стало відомо, що Веремеєнко покинув раду директорів і вийшов з числа власників Міжпромбанка, продавши свою частку партнерам. Відразу ж було створено ЗАТ «Об'єднана промислова корпорація», якому відійшли промислові активи банку. Головою ради директорів нової структури став член ради директорів і керуючий директор Міжпромбанка Олександр Гнусарев. Однак в 2006 році з'ясувалося, що остаточними бенефіціарними власниками Міжпромбанка виявилися члени сім'ї Пугачова (близько 72 % акцій), Гнусарєв (6 %) і ще кілька членів ради директорів банку.
У 2009 році Сергій Пугачов став громадянином Франції. У липні 2015 з'ясувалося, що Пугачов написав заяву про відмову від російського громадянства ще у 2012 р .
У 2011 році за заявою Пугачова порушено кримінальну справу у Франції у зв'язку з вимаганням та погрозами з боку ряду високопоставлених співробітників АСВ. Через рік Пугачов сповіщає про початок підготовки позову в Гаазький трибунал проти РФ.
У 2013 році проти Пугачова в Росії порушили кримінальну справу. У грудні 2013 роки держава подає позов про притягнення Пугачова до субсидіарної відповідальності в Московський Арбітражний суд, потім Слідчий комітет оголошує про розшук Пугачова по справі Міжпромбанка.
У червні 2014 року Російська Федерація звернулася із заявою до Високого суду Лондона про забезпечувальні заходи на підтримку громадянського субсидіарного позову в Московському арбітражному суді.
11 липня 2014 року Суддя Високого суду Лондона Хендерсон без виклику відповідача і повідомлення виніс рішення про заморожування активів Сергія Пугачова на території Англії, також містився примус Пугачова до розголошення всіх належних йому прямо або побічно активів в світі. За даними правоохоронних органів Великої Британії, представники російської влади протизаконно здійснювали постійне стеження за Пугачовим і членами його сім'ї в Англії через найнятих ними приватних детективів. 2 березня 2015 року Суддя Високого Суду Лондона Сміт забороняє Пугачову залишати межі Англії і Уельсу, а також наказує передати всі паспорта та проїзні документи фірмі Hogan Lovells (яка на суді представляє інтереси Російської Федерації). У травні 2015 року поліція Великої Британії під особистими автомобілями Пугачова знайшла вибухові пристрої. Розслідуванням справи зайнялася антитерористична служба SO15, Пугачову і його сім'ї представлений державний захист (в даний час справу розслідують французькі правоохоронці). На Пугачова неодноразово здійснювалися замахи як в Росії, так і за кордоном (як до 2010 року, так і після). В результаті замахів були поранені співробітники охорони. Дані дії мали на меті змусити Пугачова покинути Лондон.
Наприкінці листопада 2014 року російське бюро Інтерполу розмістило на своєму сайті інформацію про розшук Пугачова. Після скарги адвокатів Пугачов був видалений з бази даних Інтерполу «в зв'язку з політичною мотивацією справи».
23 червня 2015 в порушення наказу англійської судді Пугачов залишає юрисдикцію Англії і Уельсу, таємно переїхавши до Франції.
21 вересня 2015 Пугачов подав у Постійну палату третейського суду в Гаазі позов до Росії на $12 млрд за фактом експропріації активів останнього. Підготовкою позову зайнялася юридична компанія з Нью-Йорка King and Spalding. .
3 грудня 2015 року Високий суд Правосуддя Англії і Уельсу видав ордер на арешт Пугачова у справі про неповагу до суду. 22 грудня 2015 року суддя Роуз засудила Пугачова до тюремного ув'язнення на 2 роки за неповагу до суду, в рішенні суддя зазначила, що у Пугачова були вагомі підстави вважати, що його життя перебуває в небезпеці і йому загрожують агенти РФ.
30 січня 2016 року Верховний суд Росії відмовив Пугачову в перегляді судових актів нижчих інстанцій, які привернули його до субсидіарної відповідальності за зобов'язаннями Міжпромбанка, стягнувши з Пугачова близько 75,6 мільярда рублів.
У квітні 2016 року адвокат Пугачова Карина Москаленко подала скаргу в ЄСПЛ за фактами порушень, допущених при розгляді в РФ цивільного позову про субсидіарну відповідальність. 5 липня скарга була зареєстрована в суді, суд зобов'язався приступити до розгляду справи «як тільки випаде технічна можливість».
17 червня 2016 року адвокати Пугачова призначили професора Томаса Клея в якості арбітра в Гаазькому Міжнародному трибуналі для розгляду його арбітражного позову проти Російської Федерації.

### Політична кар'єра
У 1995 році трапився скандал, стверджувалося, що Міжпромбанк Пугачова емітував кредитні картки Eurocard для президента Б. М. Єльцина і членів його сім'ї. Коментарі від Пугачова на цей рахунок не надходили.
У 1996 році Пугачов був одним з керівників передвиборного штабу кандидата в президенти — Бориса Єльцина. Згодом, Пугачов заявив про те, що його зв'язки в США зіграли вирішальну роль у перемозі Єльцина в протистоянні з комуністами. Згідно зі словами Пугачова, він, використовуючи особисте знайомство з Фредом Лоуеллом, близьким до Республіканської партії США, привіз в Росію команду політтехнологів і піарників з США на чолі з провідним стратегом тодішнього губернатора Каліфорнії Піта Вілсона Джорджем Гортоном. Команда Гортона разом з Тетяною Дьяченко проводила передвиборчу кампанію, використовуючи всі кращі традиції американських політтехнологій і підносячи Єльцина в кращому світлі, підкреслюючи небезпеку реставрації влади комуністів.
У червні 1996 року був нагороджений подякою президента Російської Федерації Єльцина "За великий внесок у становлення російської демократії, участь в підготовці і проведенні кампанії всенародних виборів Президента Російської Федерації 1996 р "
В інтерв'ю Пугачов заявляв, що в 1990-ті він висунув ідею про те, щоб зробити Володимира Путіна потенційним наступником Єльцина. Financial Times встановила, що Пугачов був близьким другом Тетяни Дьяченко та її чоловіка, Валентина Юмашева, який очолював адміністрацію президента РФ, а також інших видатних діячів єльцинського періоду. Пугачов представив Путіна Єльцину, а в 1999—2000 роках був одним з керівників його передвиборчого штабу; залишався близьким Кремлю підприємцем в 2000-і роки
У листопаді 2000 року Сергій Пугачов був обраний членом бюро правління Російського союзу промисловців і підприємців (РСПП). C листопада 2000 року по січень 2003 року був віце-президентом Російського союзу промисловців і підприємців. Організовував зустрічі представників великого бізнесу з Володимиром Путіним.
Входив до складу Російсько-Французької урядової комісії. Був ініціатором придбання Російською Федерацією ліцензії на виробництво французьких вертольотоносців «Містраль». 23 листопада 2009 року в Санкт-Петербург прибув перший заступник начальника головного штабу ВМФ РФ віце-адмірал Олег Бурцев, який повідомив, що керівництво ВМФ потребує закупівлі одного вертольотоносця «Містраль» і також необхідна ліцензія на будівництво 4 суден подібного класу в Росії. У грудні 2009 року французька делегація на чолі з генеральним інженером Аленом Костом відвідала «Балтійський завод» Пугачова, щоб ознайомитися з його виробничими потужностями. Зроблено огляд стапелів, корпусообробного і механічного цехів, а також спущеного на воду криголама «Санкт-Петербург». Після візиту почалися переговори про видачу ліцензії ОПК для виробництва «Містралів» в Росії під потреби ВМФ РФ. У грудні 2010 року вийшла спільна заява президентів РФ і Франції про покупку 2 кораблів «Містраль» і опціону на будівництво ще 2 на одній з російських верфей. Угода по «Містралям» підписана 25 січня 2011 року в Парижі.
24 грудня 2001 Пугачов був обраний сенатором Російської Федерації. 26 грудня 2001 року було затверджено представником від уряду Туви в Раді Федерації РФ. Його кандидатуру підтримало близько 80 % тувинських депутатів . 4 січня 2011 був достроково зміщений з цієї посади Указом президента Туви. В якості мотивації було зазначено, що Пугачов не був у республіці два роки, не має там представника, і абсолютно не цікавиться станом справ в Туві, з офіційним формулюванням «відверто нехтував обов'язками і не чинив республіці ніякої підтримки».

## Сім'я
Сергій Пугачов розлучений, має 2 дорослих синів від шлюбу з Галиною Пугачовою, а також 3 дітей від британської громадянки Олександри Толстої (дочка британського історика і політика Миколи Толстого) і 6 онуків.